# 筑前深江駅
筑前深江駅（ちくぜんふかええき）は、福岡県糸島市二丈深江七丁目にある、九州旅客鉄道（JR九州）筑肥線の駅である。駅番号はJK12。旧・二丈町の代表駅。

## 歴史
- 1924年（大正13年）4月1日：北九州鉄道の駅として開設[2]。
- 1937年（昭和12年）10月1日：鉄道省に買収され国有化、筑肥線の駅となる[2]。
- 1972年（昭和47年）2月10日：貨物取扱廃止[2]。
- 1983年（昭和58年）3月22日：業務委託駅化[4]。
- 1984年（昭和59年）2月1日：荷物扱い廃止[2]。
- 1987年（昭和62年）4月1日：国鉄分割民営化により、九州旅客鉄道（JR九州）が承継[2]。
- 2001年（平成13年）3月3日：当駅折り返し列車が設定され、福岡市交通局車両の乗り入れ区間が当駅まで延長される。
- 2003年（平成15年）3月15日：快速列車が設定され、停車駅となる。
- 2010年（平成22年）3月13日：ICカード「SUGOCA」の利用を開始[5]。
- 2018年（平成30年）3月26日：新駅舎及び駅自由通路を供用開始[6]。
- 2021年（令和3年）3月13日：当駅折り返し列車の本数が削減され、福岡市交通局車両の乗り入れ区間が筑前前原駅までに戻る。

## 駅構造
島式ホーム1面2線を有する橋上駅。
JR九州サービスサポートが駅業務を行う業務委託駅であり、きっぷうりばが設置されている。自動改札機を備え、SUGOCAの使用が可能である。
長年に渡り北西側に木造駅舎がある地上駅だったが、2009年12月に旧二丈町がJR九州と協定を結んで以来、橋上駅化を含む駅周辺整備事業が進められ、それまでの駅舎よりやや姪浜寄りの場所に北西側と南東側に出入口のある橋上駅の新駅舎が建設され、2018年3月26日に供用開始された。

### のりば
| のりば | 路線   | 方向 | 行先                           | 備考          |
| ------ | ------ | ---- | ------------------------------ | ------------- |
| 1      | 筑肥線 | 上り | 筑前前原・天神・博多・空港方面 | 一部2番のりば |
| 2      | 筑肥線 | 下り | 唐津・西唐津方面               | 一部1番のりば |

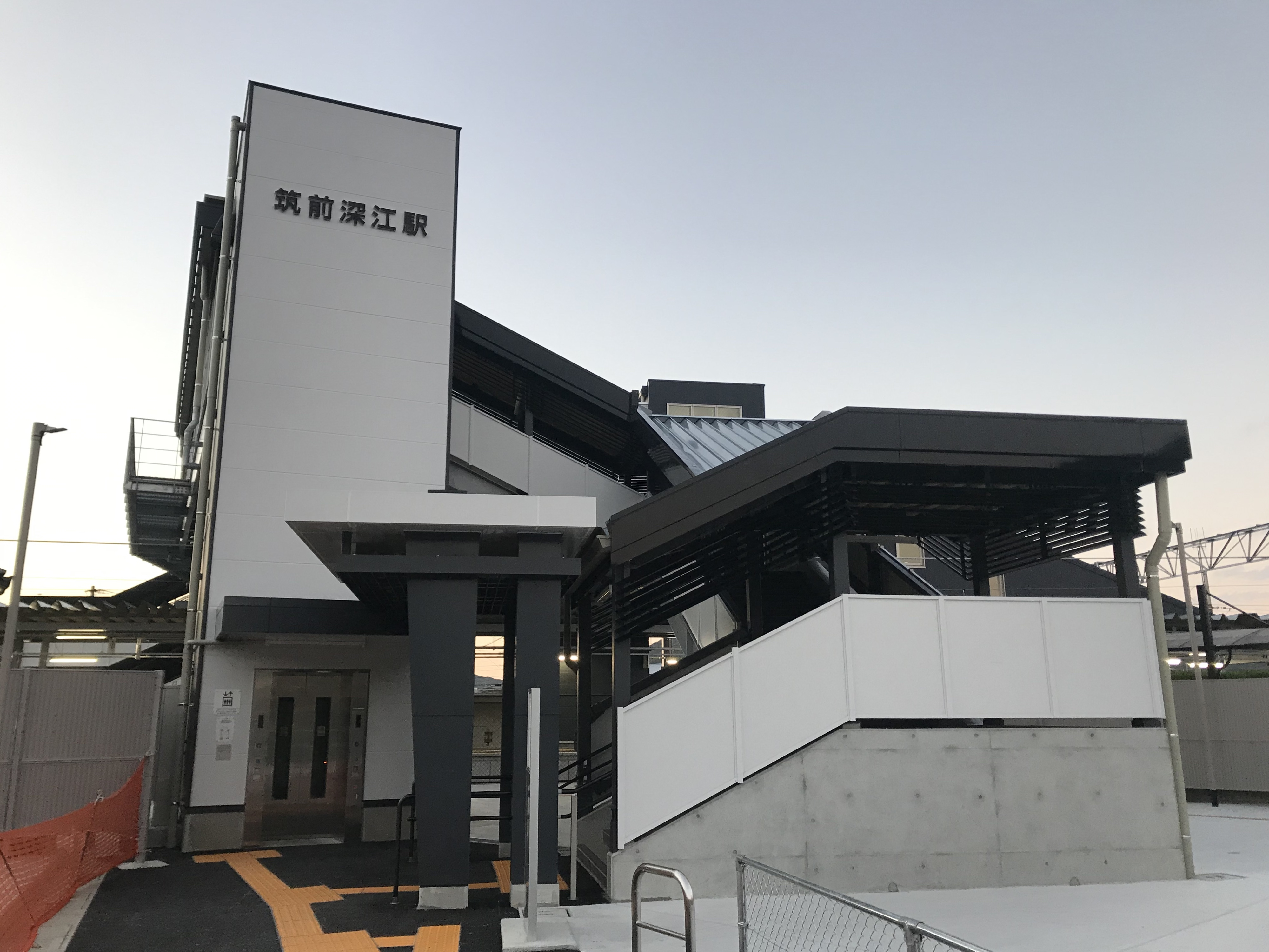
南口（2018年11月）
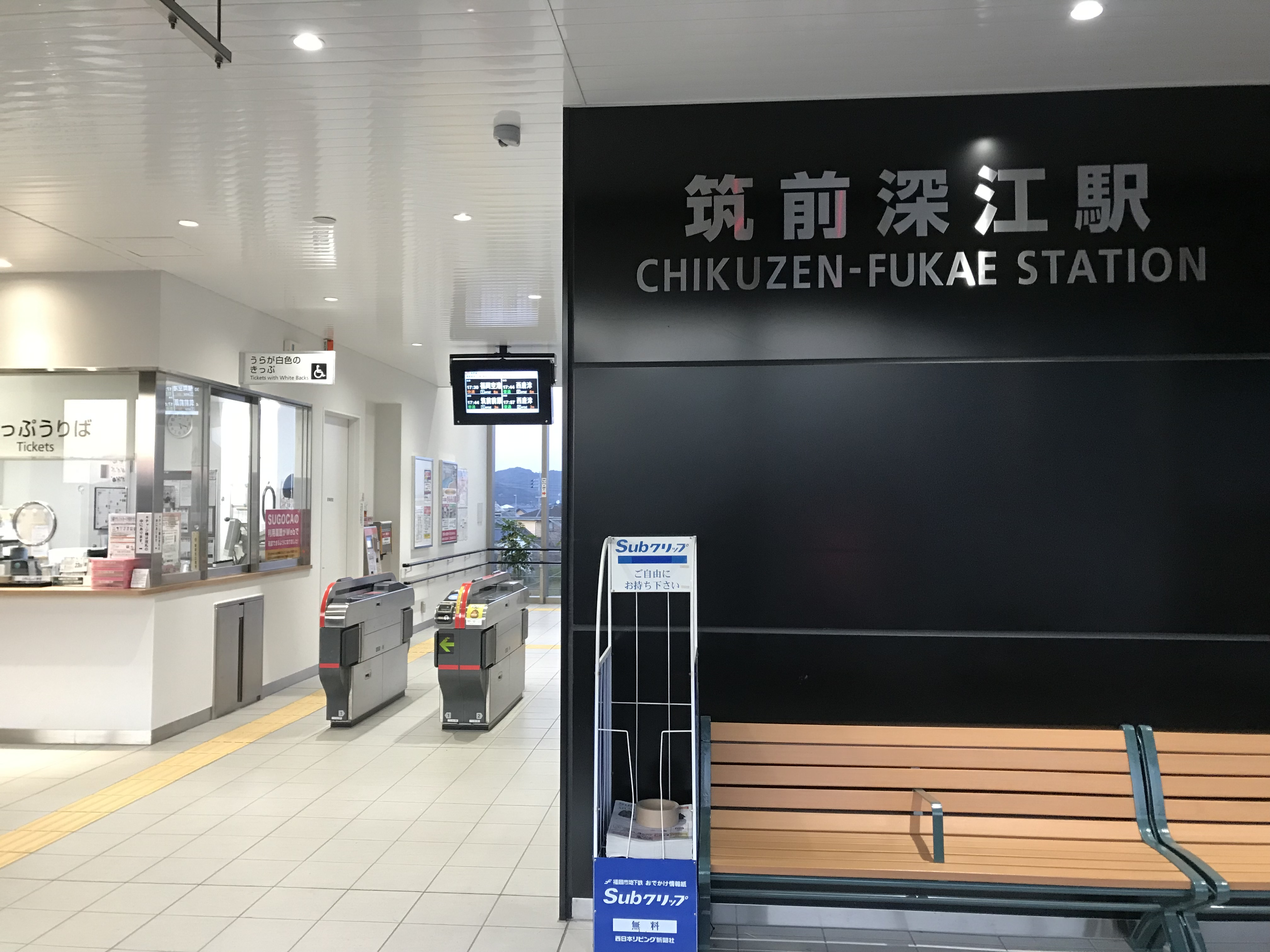
改札口（2018年11月）
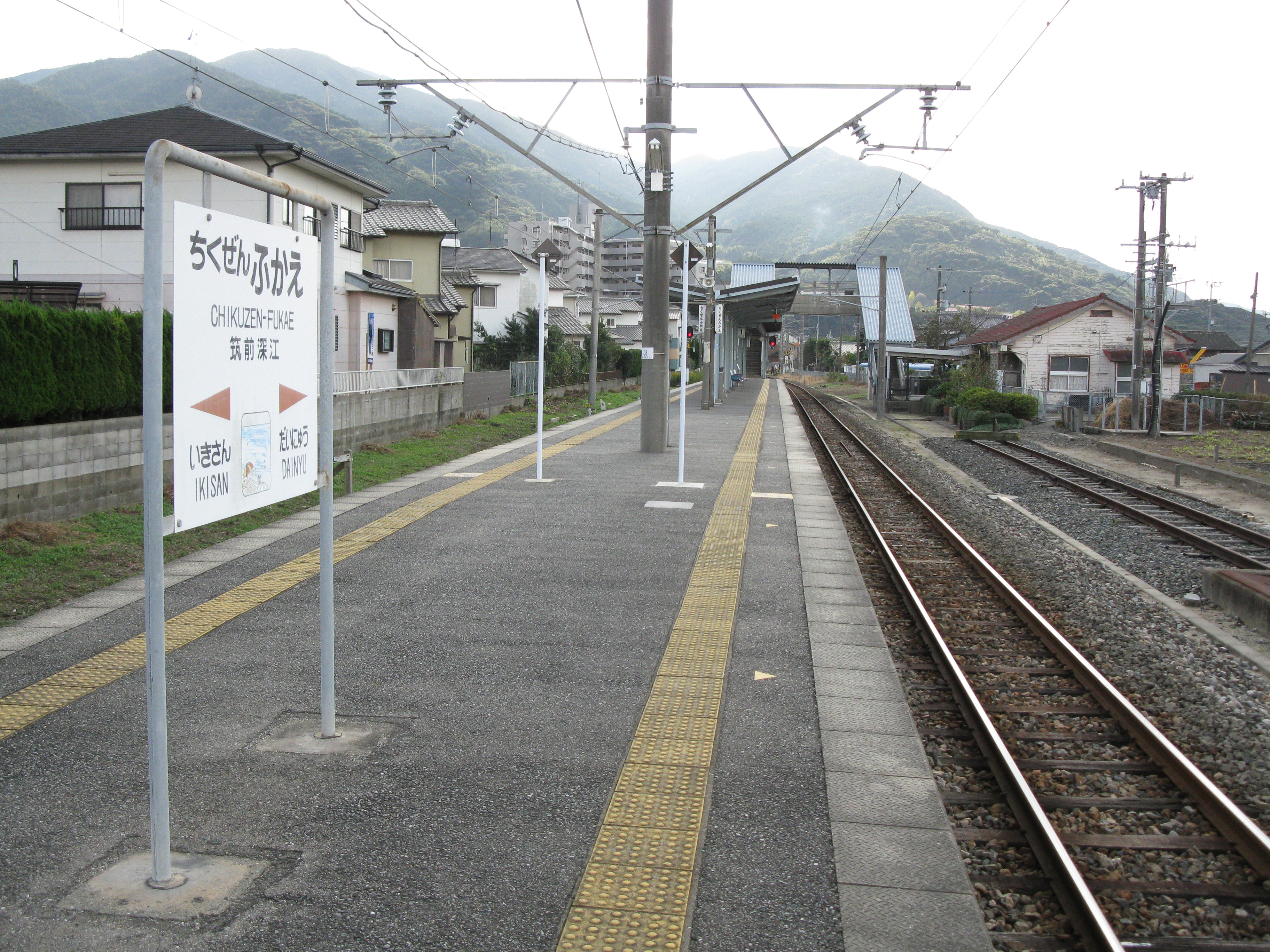
ホーム（2009年11月）
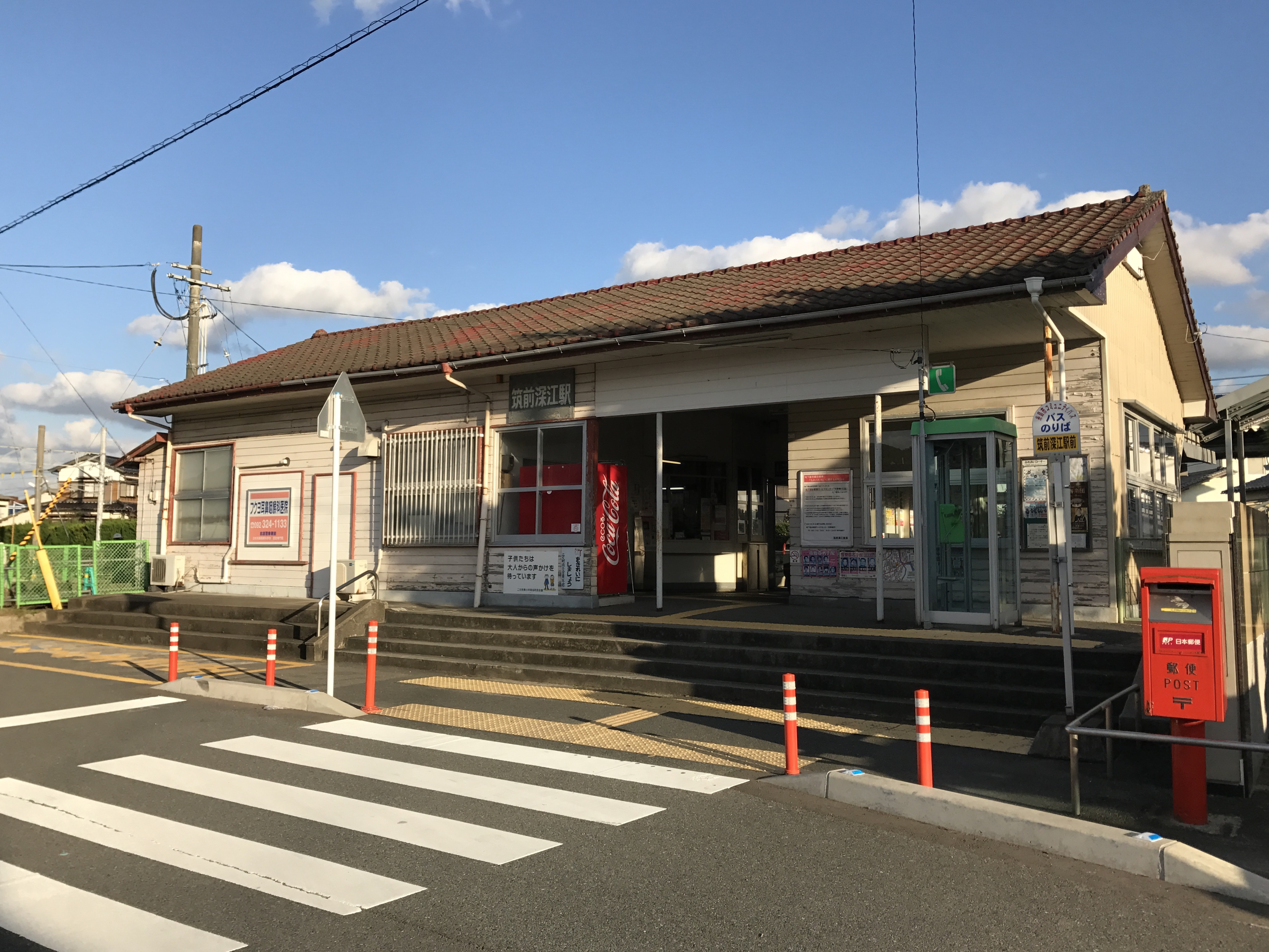
2018年3月25日まで使用されていた旧駅舎（2016年11月）

## 停車列車
快速停車駅。現在は当駅に停車する列車の多くが筑前前原駅 - 唐津駅・西唐津駅間の区間運転であり、福岡市地下鉄空港線との直通列車は朝夕のみの運行となっている。平日の朝夕には当駅折り返しの列車が設定されており、下りの1本のみ地下鉄空港線との直通、それ以外は筑前前原駅発着の区間運転となっている。
2001年3月3日改正で当駅折り返しの列車が運行開始された当初は土日祝日にも当駅折り返しが設定されていたほか、福岡市交通局の車両も使用されており、同局の車両が当駅まで乗り入れていた。
電化以前に運行されていた準急「九十九島」や急行「平戸」といった優等列車は当駅には停車していなかった。

## 利用状況
2023年（令和5年）度の1日平均乗車人員は863人である。
JR九州及び糸島市統計白書によると、近年の1日平均乗車人員の推移は以下の通り。
| 年度   | 1日平均 乗車人員 | 出典   |
| ------ | ---------------- | ------ |
| 2005年 | 1,179            | [ 11 ] |
| 2006年 | 1,168            | [ 11 ] |
| 2007年 | 1,132            | [ 11 ] |
| 2008年 | 1,126            | [ 11 ] |
| 2009年 | 1,055            | [ 11 ] |
| 2010年 | 1,029            | [ 11 ] |
| 2011年 | 990              | [ 11 ] |
| 2012年 | 992              | [ 11 ] |
| 2013年 | 990              | [ 11 ] |
| 2014年 | 947              | [ 11 ] |
| 2015年 | 907              | [ 11 ] |
| 2016年 | 899              | [ 12 ] |
| 2017年 | 908              | [ 13 ] |
| 2018年 | 898              | [ 14 ] |
| 2019年 | 883              | [ 15 ] |
| 2020年 | 701              | [ 16 ] |
| 2021年 | 719              | [ 17 ] |
| 2022年 | 780              | [ 18 ] |
| 2023年 | 863              | [ 10 ] |

## 駅周辺
駅前を国道202号が並行している。
- 糸島市役所二丈庁舎（旧・二丈町役場）
- 二丈郵便局
- 佐賀銀行二丈出張所
- 二丈温泉きららの湯
- 深江海水浴場
- 西日本短期大学二丈キャンパス - 南西約1.5km

### バス路線
- 糸島市コミュニティバス「はまぼう号」筑前深江駅前バス停：きららの湯・二丈庁舎前・糸島市役所前・前原駅前・志摩庁舎前方面

## 隣の駅
九州旅客鉄道（JR九州）
 筑肥線
■快速
筑前前原駅  (JK08) - 筑前深江駅 (JK12) - 浜崎駅 (JK16)
■普通
一貴山駅 (JK11) - 筑前深江駅 (JK12) - 大入駅 (JK13)